# Casa Museo Arturo Illia
La Casa Museo de Arturo Umberto Illia situada en calle Avellaneda 181 en el barrio centro de la ciudad de Cruz del Eje, en la Provincia de Córdoba, Argentina, fue declarada Monumento Histórico Nacional, el 27 de noviembre de 2001 por Ley 25.533.
La misma fue la casa en la cual vivió el Dr. Arturo Umberto Illia hasta el año 1963 cuando se hizo cargo de la Presidencia de la Argentina y por dicha razón dejó de vivir en Cruz del Eje. 
La Casa-Museo es un patrimonio cultural no solo perteneciente a los cruzdelejeños, sino a toda la nación. Esta afirmación responde a que la casa no solo perteneció a un expresidente más, sino porque el mismo fue ejemplo de comportamiento en su cargo, sinónimo de honestidad, lealtad, civismo y humildad.

## Historia
La Casa-Museo constituye un patrimonio único y relevante, que se constituyó en el centro de la localidad de Cruz del Eje y es el fiel reflejo de su dueño, Arturo Illia. La casa en si es típica de clase media, de construcción y estilo Art déco, con el balcón encima del garaje, de tres habitaciones, comedor, baño, cocina y sala de estar. 
Pero no se tiene solamente en cuenta lo tangible, la casa y los objetos, sino lo intangible, lo que representa, la unión de los vecinos para adquirir esa vivienda y regalársela a “su médico” para que él pueda instalarse en la ciudad y atender a todos los vecinos, como lo hizo desde el primer momento, sin distinción de clases sociales, y sin cobrar un solo peso (los vecinos le realizaban regalos en agradecimiento, como panes caseros, huevos, verduras y lo que cada uno tuviese). Adquirida al Sr. José Debard, quien fuera encargado de construirla cuatro años antes, con una superficie cubierta de 210 m², en un terreno de 9 m de frente por 27,70 de fondo. Finalmente le fue donada a Illia en 1944.
El 12 de octubre de 1963, cuando asumió la primera magistratura de la República ya poseía la propiedad, obsequiada con el aporte de 4000 vecinos que habían contribuido individualmente con un peso moneda nacional, sus útiles de escritorio y un automóvil, mientras que a la fecha de su destitución, en 1966, seguía teniendo la casa, pero había tenido que vender su automóvil.
La casa estuvo mucho tiempo deshabitada y abandonada. Tras la muerte del Dr. Illia, sus hijos la mantuvieron cerrada y no la habitaron. Fueron las reiteradas gestiones del municipio de Cruz del Eje las que posibilitaron la apertura de la casa como Museo, en noviembre de 2003. En la actualidad se encuentra en calidad de préstamo, por 50 años, al municipio, quien se encarga de su mantenimiento. Los años en que estuvo cerrada deterioraron notablemente la vivienda, la cual data de mediados del siglo XX. Hubo que realizar arduos trabajos de restauración y arreglos generales, antes de la apertura de la misma, debido a problemas de humedad y de hormigueros.

## Exposición
La Casa-Museo se encuentra amoblada con vitrinas que muestran diversos objetos:
- De la vida privada del Dr. Illia: como fotografías familiares, ropa, calzado, relojes, libros, etc.

- De su vida profesional:
  - Como médico: maletín, guardapolvo, recetario, libros, instrumental médico, etc.
  - Como político: libros, medallas, fotografías, cuadros, etc.

- Su consultorio médico: Ubicado en una de las salas de la casa, donde están la camilla, los frascos de medicina, escritorio personal, anotaciones médicas, y todo el instrumental de trabajo de la medicina utilizado en la década de 1960.

- Muebles y adornos de la época: donde pueden observarse mesas, sillas, aparador, teléfono, cocina, heladera, radio, sillones, camas, cuadros, fotografías, elementos de la cocina, cortinas, etc., características de una época y de una clase social( a la clase media ,a la que pertenecía el Dr. Illia).

- La casa en si: con sus características edilicias, los colores característicos, estilo arquitectónico, disposición de las habitaciones, patio de luz, etc.

## Visitas
La Casa del presidente convoca a más de 2000 visitantes cada año, provenientes de todo el país, además de numerosos contingentes extranjeros. Todos los visitantes son acompañados por guías que explican cada detalle de la casa y de la vida de Don Arturo, no solo como político, sino también como ciudadano y como médico.

## Galería de imágenes

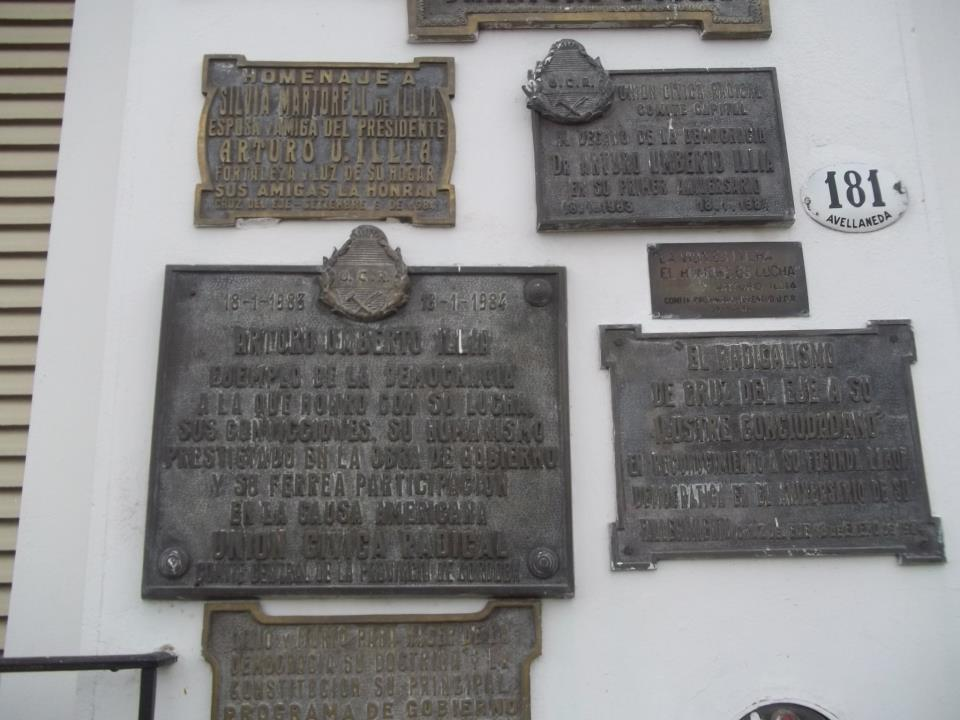
Placas conmemorativas en la fachada del museo.
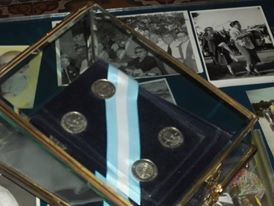
Monedas acuñadas con la imagen de Illia cuando ejercía la Primera Magistratura.
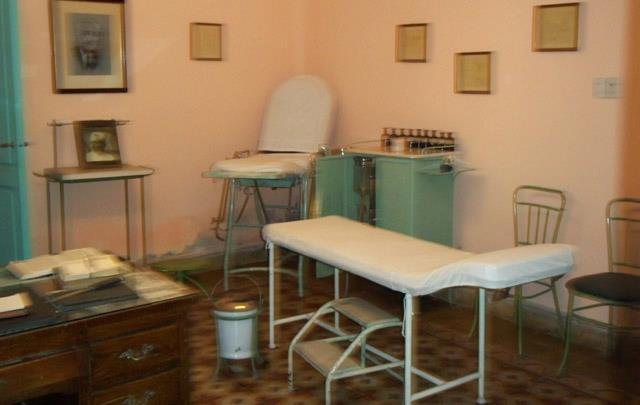
Consultorio de la casa
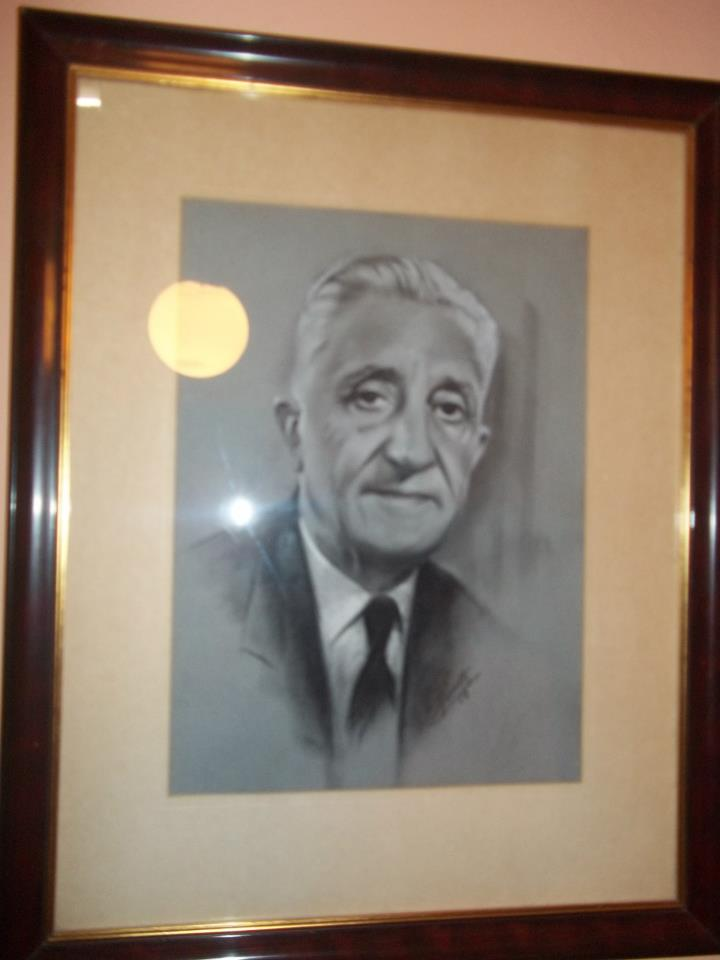
Retrato del presidente.